# 이영 (1494년)
이영(李英, 1494년 ~ 1563년 2월 22일)은 조선 중기의 무신, 군인이다. 자는 현보(顯父), 호는 괘편, 본관은 영천이다. 청렴결백하였으며, 수령 재직시는 선정을 베풀었으며 무관으로 청백리에 녹선되기도 하였다. 무신으로 드물게 청렴하고 근실했다는 평을 들었다. 대구 출신.
중종 때인 1514년(중종 9년) 무과에 급제하여 여러 무관직을 거쳤으며, 절도사, 참판 등을 역임했다. 벼슬에 있으면서 염근(廉謹)하기가 무반(武班)에서 가장 보기 드문 자라는 평을 들었다. 1545년 명종이 즉위하자 단천 군수를 지냈다. 이듬해 정평 부사에 부임하여 굶주린 백성을 구제하여 명관으로 이름이 높았다. 정평부사 재직시 사적으로도 백성을 범하지 않아 감사가 포장(褒奬)하고 통정대부로 가자(加資)되었다. 1552년 회령부사로 있으면서 훌륭한 정치를 베풀고 청백리에 뽑혔다. 또한 야인을 회유하여 변방을 안정시켰다. 이듬해 함경도 병마절도사가 되어 군비 확충과 군사훈련에 공을 세워 동지중추 부사가 되었다. 1556년 평안도 절도사가 되었다. 그 후 병조참판과 제주 목사·경상우도 병마절도사·부호군·호군 등을 지냈다.
특히 제주도에서는 도민이 그의 업적을 추모하여 그의 초상화를 그려서 봉안하고 참배하였으며 그 당을 괘편당(掛鞭堂)이라 하였다. 그의 졸기에 의하면 대구(大丘)의 집에 화재를 당하여 처자가 살 데가 없게 되자, 주상이 그 고절(苦節)을 가상히 여겨 특별히 집을 지어 내려주고 또 의복과 식량을 이어주게 하였다 한다. 그러나 성질이 편협하고 급하여 형벌이 맞지 않는 것이 많았다는 평도 있다. 1563년 2월 호군으로 재직 중 졸하였다.
저서로는 시와 글을 모은 《괘편당실기 (掛鞭堂實紀)》가 있는데, 1902년(광무 5) 그의 외후손 곽종철(郭鍾澈) 등에 의해 편집, 간행하였다.

## 저서
- 《괘편당실기 (掛鞭堂實紀)》

## 참고 자료
- 이 문서에는 다음커뮤니케이션(현 카카오)에서 GFDL 또는 CC-SA 라이선스로 배포한 글로벌 세계대백과사전의 내용을 기초로 작성된 글이 포함되어 있습니다.